# Jacob Batalon
Jacob Batalon (Honolulu, Hawaii, 1996. október 9. –) amerikai színész. 
Legismertebb alakítása Ned Leeds a Marvel-moziuniverzum öt filmjében, elsőként a 2017-es Pókember: Hazatérés című szuperhősfilmben.

## Élete és pályafutása
1996. június 6-án született a Hawaii-i Honolulu-n, filippinói szülők gyermekeként. Hawaii-n nőtt fel, a római katolikus Damien Memorial School nevű magániskolában érettségizett.
2014-ben elutazott New Yorkba, ahol két évig tanult a New York Conservatory for Dramatic Arts iskolában. Erre az első menedzsere biztatta, akivel Los Angelesben találkozott.  A Honolulu's Kapi'olani Community College-ban is tanult zeneelméletet, azonban nem tudta befejezni tanulmányait. Miközben a New York-i iskola utolsó évét járta, elment élete legelső meghallgatására a Pókember: Hazatérésre. Több hónapot várt, még több meghallgatásra ment a filmben szereplésért, és végül megkapta a szerepet.

## Magánélete
2020-ban Batalon 46 kilogrammot fogyott a Pókember: Nincs hazaút című filmben játszott szerep kedvéért.

## Filmográfia

### Film
| Év   | Magyar cím                   | Eredeti cím               | Szerep       | Magyar hang     |
| ---- | ---------------------------- | ------------------------- | ------------ | --------------- |
| 2016 |                              | North Woods               | Cooper       |                 |
| 2017 | Pókember: Hazatérés          | Spider-Man: Homecoming    | Ned Leeds    | Szvetlov Balázs |
| 2018 | Nap nap után                 | Every Day                 | James        | Turi Bálint     |
| 2018 |                              | Blood Fest                | Krill        |                 |
| 2018 |                              | Watch Room                | Bernard      |                 |
| 2018 | Bosszúállók: Végtelen háború | Avengers: Infinity War    | Ned Leeds    | Szvetlov Balázs |
| 2019 | Bosszúállók: Végjáték        | Avengers: Endgame         | Ned Leeds    | nem szólal meg  |
| 2019 | Pókember: Idegenben          | Spider-Man: Far from Home | Ned Leeds    | Szvetlov Balázs |
| 2019 | Behavazva                    | Let It Snow               | Keon         | Baráth István   |
| 2019 |                              | The True Don Quixote      | Sancho Panza |                 |
| 2021 | Pókember: Nincs hazaút       | Spider-Man: No Way Home   | Ned Leeds    | Szvetlov Balázs |
| 2023 | Külső, belső, esély          | Shortcomings              | Gene         | Berkes Bence    |
| 2024 | Légi csibészek               | Lift                      | N8           | Szvetlov Balázs |
| 2024 | A halálkártya                | Tarot                     | Paxton       | Penke Bence     |
| 2025 | Novokain                     | Novocaine                 | Roscoe Dixon | Kisfalusi Lehel |

### Televízió
| Év    | Cím                  | Szerep   | Megjegyzések |
| ----- | -------------------- | -------- | ------------ |
| 2019  | Bubble Gang          | Need     | 1 epizód     |
| 2020  | Day by Day           | Lucas    | 1 epizód     |
| 2020  | 50 States of Fright  | Simon    | 1 epizód     |
| 2022– | Reginald the Vampire | Reginald | főszereplő   |